# Renault 20
La Renault 20 è una berlina di classe medio superiore prodotta dalla Renault tra il 1975 e il 1984.

## Storia

### Debutto
Le origini della Renault 20 vanno fatte risalire al progetto 127 avviato nel 1970 per realizzare la futura ammiraglia di casa Renault, ossia la Renault 30. Tale grande berlina fu destinata a montare motori di grossa cilindrata, in particolare il V6 PRV da 2.7 litri, realizzato in collaborazione con Peugeot e Volvo. Sfortunatamente, l'avvento della crisi petrolifera nel 1973 mise in difficoltà i vertici Renault sullo stesso prosieguo del progetto 127, poiché prevedevano vita dura per la Renault 30 data l'enorme impennata dei prezzi dei carburanti. Ma gli investimenti stanziati per il progetto 127 furono tanti e tali da rendere opportuno il proseguimento dello sviluppo della Renault 30. Fu invece su un altro fronte che si decise di compensare le enormi spese sostenute: quello dell'erede della Renault 16, una vettura innovativa all'epoca del debutto, ma che nel 1974 era già anziana e necessitava di un'erede che ne raccogliesse il testimone. Data la similitudine tra la R16 e la 30 nell'impostazione della carrozzeria (berlina due volumi con quattro porte più portellone), si decise che l'erede della R16 sarebbe stata derivata proprio dalla 30, di cui avrebbe conservato la carrozzeria, ma avrebbe montato motorizzazioni di fascia inferiore. La presentazione della nuova vettura, denominata 20, avvenne al Salone di Parigi nell'autunno del 1975, ma la commercializzazione fu avviata solo all'inizio dell'anno seguente.

#### Design
La 20 era una variante semplificata della 30: manteneva gli stessi ingombri e lo stesso corpo vettura dell'ammiraglia il cui disegno fu opera dell'allora responsabile del design Gaston Juchet. La Renault 20 andava a inserirsi tra la R30 stessa e la R16, di cui riprende anche la meccanica nella versione base, ma in seguito sarebbe stata proprio una delle due sostitute della R16 (l'altra sarebbe stata invece la Renault 18). In sostanza era una vettura fatta per chi voleva una vettura spaziosa e confortevole come la R30, ma più agevole nei costi di esercizio, al pari di una R16. Rispetto alla R30, le differenze estetiche erano poche, ma evidenti: in primo luogo il muso era caratterizzato da fari singoli rettangolari (anziché circolari sdoppiati). Inoltre i paraurti erano più sottili e privi di protezione in gomma, mentre le portiere avevano le cornici in tinta anziché cromate. I cerchi erano da 13 pollici con tre fori anziché da 14 pollici con 4 fori. Anche gli interni erano semplificati e l'equipaggiamento era più scarno: anche il servosterzo era assente. In compenso l'abitabilità era pari a quella della "sorella maggiore", e così pure la capacità del bagagliaio. E a proposito del bagagliaio, per ampliarlo, il sistema di ribaltamento del sedile posteriore non era del tutto indovinato in quanto lo schienale del divano, molto stranamente, non era ribaltabile, ma andava "appeso" al soffitto dell'abitacolo, il che riduceva non di poco la massima capacità di carico.

#### Meccanica e motori
La struttura della Renault 20 era anch'essa ripresa pari pari da quella della 30, e così anche la 20 faceva tesoro dei contenuti in tema di sicurezza passiva proposti nel prototipo BRV del 1974. Tra queste soluzioni vanno senz'altro ricordate la barre antintrusione nelle portiere anteriori e inoltre va ricordato l'irrigidimento della scocca mediante l'ausilio di longheroni e traverse aggiuntivi, sia nella zona frontale che in quella del tetto. Meccanicamente la Renault 20 riprende invece quasi per intero le soluzioni introdotte dalla 30, e perciò ecco che si ritrovano l'avantreno di tipo MacPherson e il retrotreno a bracci oscillanti. Sui due assi erano presenti anche in questo caso le molle elicoidali e gli ammortizzatori idraulici telescopici. Una delle poche differenze rispetto alla Renault 30 stava nell'impianto frenante, non a quattro dischi ma di tipo misto, cioè con tamburi al retrotreno. Inoltre, i dischi erano di minor diametro.

Al suo debutto, la Renault 20 era prevista in un'unica motorizzazione, consistente in un 4 cilindri da 1647 cm³, lo stesso montato in quel periodo sulla 16 TX. Tale motore, della potenza massima di 90 CV, risultava meno brillante a causa dello sfavorevole rapporto CV/kg. Anche per questo, inizialmente, la Renault 20 non sostituì la R16 ma semplicemente le si affiancò.

Il cambio montato dalla Renault 20 era di tipo manuale a 4 marce, ma era possibile optare a richiesta per un cambio automatico a 3 rapporti.

### Evoluzione
Al momento del lancio erano disponibili le versioni L, TL e GTL: quest'ultima, la più ricca, montava il servosterzo, la chiusura centralizzata, i sedili reclinabili, i poggiatesta sui sedili e l'alzacristalli elettrico. Si dimostrò essere la più venduta tra le versioni di Renault 20. In Italia, però, venne commercializzata solo la TL, ma con allestimento più ricco e uguale alle GTL vendute nel resto d'Europa; solo all'inizio del 1978 furono vendute in Italia le L e GTL.
Nel settembre 1977 venne introdotta la 20 TS, equipaggiata con un nuovo motore da 2 litri di cilindrata e cambio sempre a 4 marce. In questo modo si ridusse il gap tra le versioni con motore 1.6 e la Renault 30 con motore V6 da 2.7 litri. La potenza erogata dal nuovo propulsore (progettato in collaborazione con Peugeot e montato anche sulla 505 e sulla Citroën CX) era di 109 CV.
Nel 1978 il motore da 1.6 litri subì un leggero incremento di potenza, passando da 90 a 96 CV, in modo da rendere più brillante la motorizzazione di base. La versione TS, con le sue prestazioni brillanti, aveva infatti oscurato le altre versioni, per cui la Casa francese aveva ritenuto opportuno rendere più appetibili anche le 20 di base.
Nel 1979 vi furono non poche novità: un cambio manuale a 5 marce divenne disponibile come optional, mentre dalla gamma europea viene tolta la 20 L a causa del suo scarso successo commerciale. La più significativa tra queste novità si ebbe però nella seconda metà dell'anno, con il debutto della 20 TD, prima Renault in assoluto a montare un motore diesel. In questo caso l'unità motrice era un motore da 2068 cm³ aspirato (a scanso di equivoci, la sigla TD non stava a significare "turbodiesel", ma era una sorta di contrazione tra la sigla TL e l'indicazione della presenza di un motore diesel) in grado di erogare una potenza massima di 64 CV. Lo stesso motore sarebbe stato montato poco più avanti anche sulla 30, ma in versione sovralimentata. La 20 a gasolio fu proposta subito anche nel più ricco allestimento GTD, analogo all'allestimento GTL previsto per la 1.6 a benzina.

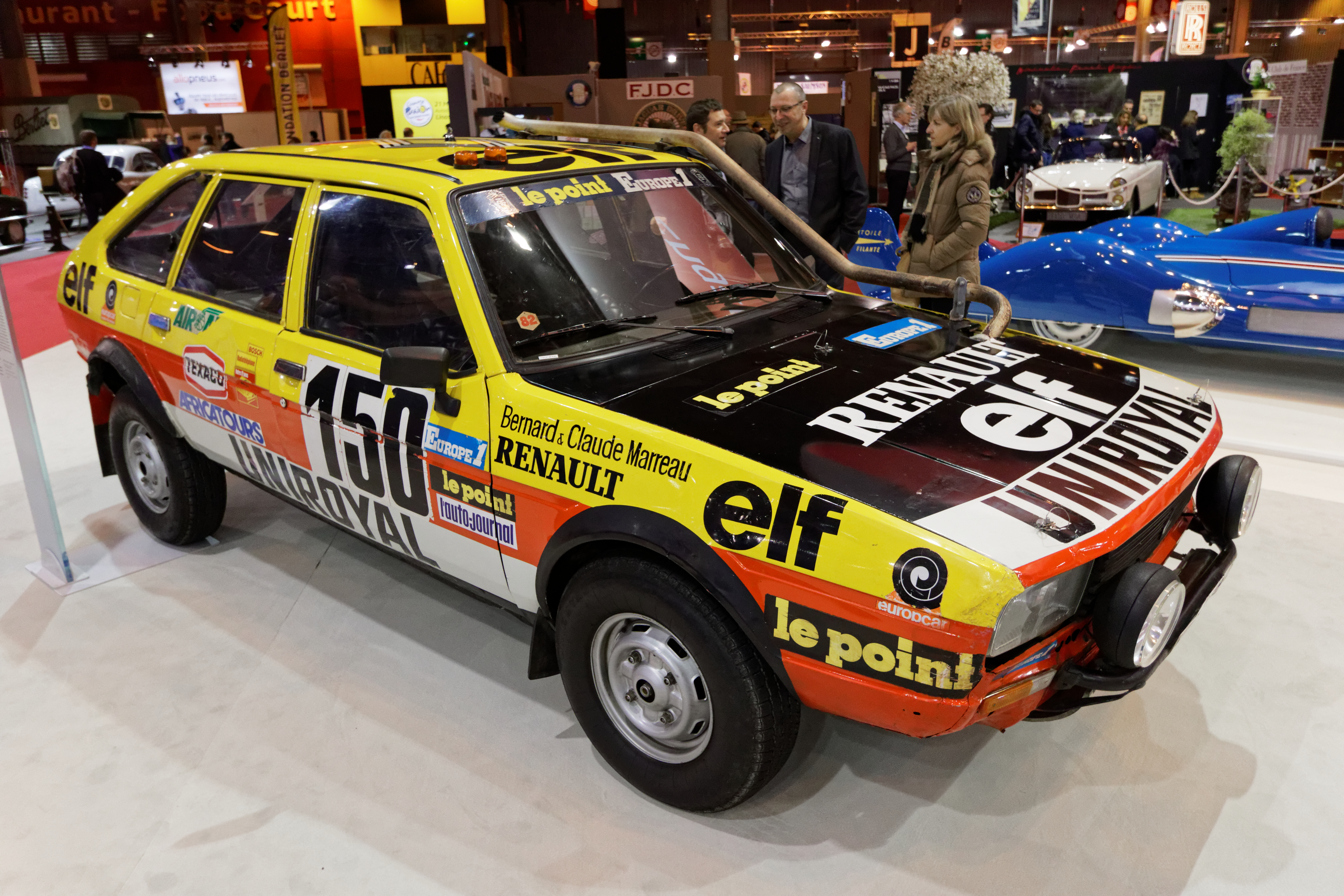
Renault 20 vincitrice alla Parigi-Dakar

Nel 1980 venne introdotta invece 20 LS, dotata di meccanica della TS ed equipaggiamento della TL. Tale versione andò a sostituire le versioni TL e GTL, che quindi scomparvero dai listini (ma non in Italia, dove la GTL continuò la sua carriera). Sia la LS che la TS videro inoltre la potenza del loro 2 litri scendere a 104 CV: la TS, dal canto suo, poté però beneficiare del cambio a 5 marce previsto nella dotazione di serie. Fu inoltre introdotta la 20 TX dotata di motore a benzina da 2165 cm³ da 115 CV, cambio a 5 marce di serie e dotazione arricchita quasi ai livelli della 30 TX. Tale versione non venne mai importata in Italia per ragioni fiscali, visto che le cilindrate sopra i due litri erano penalizzate da quel punto di vista.
Nel 1981, in occasione di alcuni ritocchi agli interni, la gamma italiana venne ridotta a 3 varianti: 20 GTL, 20 TS e 20 GTD. In alcuni mercati esteri venne però introdotta la 20 Turbo D, dotata di una versione sovralimentata del motore delle precedenti versioni a gasolio montate sulla R20, lo stesso motore che equipaggiava la R30 Turbo D, ma con potenza salita da 85 a 88 CV. La vettura era anche caratterizzata da un allestimento interno meno ricco.
Nel 1984 la 20 uscì di listino assieme alla 30.
Con i suoi circa 620 000 esemplari prodotti in 8 anni, la R20 ha avuto un successo discreto. La R20 inoltre riuscì a raccogliere alcune glorie sportive, specie quando nel 1982 riuscì ad aggiudicarsi la Parigi-Dakar con un esemplare modificato in maniera da montare la trazione integrale.

### Riepilogo caratteristiche
Di seguito vengono riportate le caratteristiche relative alle varie versioni componenti la gamma della Renault 20 in Europa:
| Modello            | Sigla progetto | Motore     | Cilindrata cm³ | Alimentazione                       | Potenza CV/rpm | Coppia Nm/rpm | Cambio/ N°rapporti | Massa a vuoto (kg) | Velocità max | Acceler. 0–100 km/h | Consumo (l/100 km) | Anni di produzione |
| Versioni a benzina |                |            |                |                                     |                |               |                    |                    |              |                     |                    |                    |
| 20 L               | R1271          | A2M-843    | 1647           | Carburatore doppio corpo            | 90/5750        | 134/3500      | M/4                | 1.175              | 165          | 13"5                | 9.9                | 1976-78            |
| 20 L               | R1271          | A6M-843    | 1647           | Carburatore doppio corpo            | 96/5750        | 133/3500      | M/4                | 1.175              | 165          | 13"                 | 9.8                | 1978-79            |
| 20 TL/GTL          | R1271          | A2M-843    | 1647           | Carburatore doppio corpo            | 90/5750        | 134/3500      | M/4                | 1.185              | 165          | 13"5                | 9.9                | 1976-78            |
| 20 TL/GTL          | R1271          | A6M-843    | 1647           | Carburatore doppio corpo            | 96/5750        | 133/3500      | M/4                | 1.185              | 165          | 13"                 | 9.8                | 1978-80            |
| 20 LS              | R1277          | J6R-829    | 1995           | Carburatore doppio corpo            | 104/5000       | 163/3000      | M/4                | 1.220              | 168          | 12"8                | 10                 | 1980-84            |
| 20 TS              | R1272          | J6R-829    | 1995           | Carburatore doppio corpo            | 109/5500       | 169/3000      | M/4                | 1.280              | 170          | 12"7                | 10                 | 1977-80            |
| 20 TS              | R1277          | J6R-829    | 1995           | Carburatore doppio corpo            | 104/5000       | 163/3000      | M/5                | 1.280              | 168          | 12"8                | 10                 | 1980-84            |
| 20 TX              | R1279          | J7T        | 2165           | Carburatore doppio corpo            | 115/5600       | 178/3250      | M/5                | 1.290              | 179          | 11"6                | -                  | 1980-84            |
| Versioni diesel    |                |            |                |                                     |                |               |                    |                    |              |                     |                    |                    |
| 20 TD/GTD          | R1276          | J8S-852    | 2068           | Diesel aspirato Iniezione indiretta | 64/4500        | 124/2250      | M/5                | 1.250              | 148          | 20"8                | 7.9                | 1979-84            |
| 20 Turbo D         | R1270          | J8S-852-10 | 2068           | Turbodiesel iniezione indiretta     | 88/4250        | 182/2000      | M/5                | 1.255              | 160          | 17"                 | 7.8                | 1981-84            |
| Note:              |                |            |                |                                     |                |               |                    |                    |              |                     |                    |                    |

### La Dacia 2000

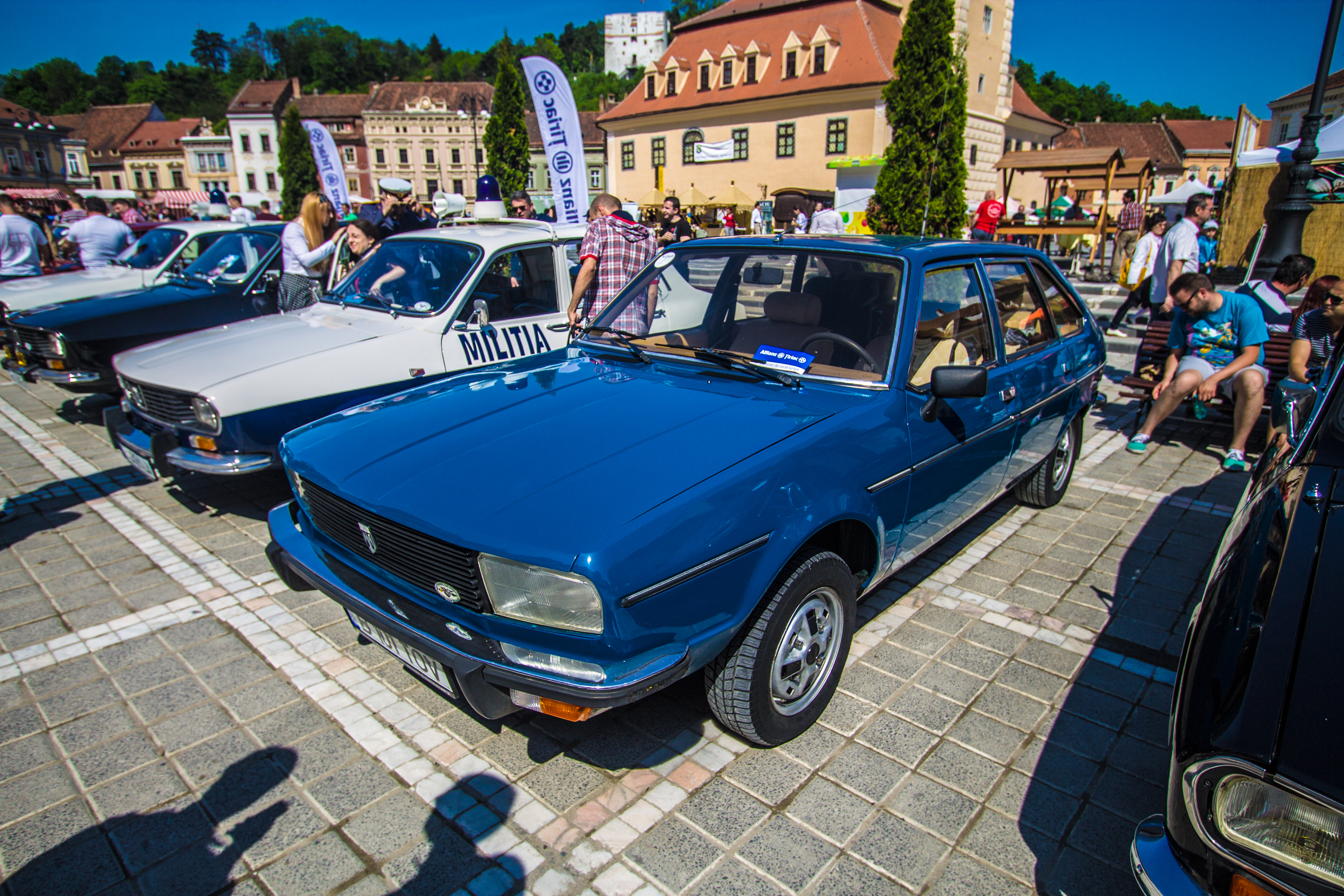
Una Dacia 2000

Agli inizi degli anni ottanta in Romania venne costruita su licenza una piccola serie di Renault 20 TS a cura della Dacia, da diverso tempo nell'orbita della Renault. La 20 prodotta in Romania fu voluta dal governo dell'allora presidente Nicolae Ceaușescu per essere utilizzata come auto della Securitate e auto diplomatica. Il modello in questione assunse il nome di Dacia 2000 e montava il 2,2 litri da 115 CV della TX, abbinato ad una trasmissione automatica peraltro inedita sulle versioni a marchio Renault.

### Produzione
Si è parlato di circa 620.000 esemplari prodotti per la Renault 20: in effetti le fonti sono abbastanza discordanti tra loro, poiché alcune fonti, menzionando anno per anno la produzione della vettura, portano a una somma complessiva di 618.311, ma ad esempio il sito tedesco dedicato alla 20 cita un totale di 629.004 esemplari e altre fonti ancora parlano di 607.405 esemplari.